# Syrmierz Mała
Syrmierz Mała (biał. Малая Сырмеж; ros. Малая Сырмеж) − wieś na Białorusi, w obwodzie mińskim, w rejonie miadzielskim, w sielsowiecie Narocz.

## Historia
W czasach zaborów wieś w gminie Kobylnik, w powiecie święciańskim, w guberni wileńskiej Imperium Rosyjskiego. W 1905 roku liczyła 130 mieszkańców, 242 dziesięciny.
Po I wojnie światowej pod administracją polską, w Zarządzie Cywilnym Ziem Wschodnich. W latach 1920–1922 w składzie Litwy Środkowej.
Od 11 kwietnia 1922 wieś i osada młyńska leżały w Polsce, w województwie wileńskim, w powiecie święciańskim, od 1926 roku w powiecie postawskim, w gminie Kobylnik.
W 1931:
- wieś w 24 domach zamieszkiwało 112 osób[3].
- osadę młyńską [b] w 1 domu zamieszkiwało 10 osób[3].

W 1938 roku miejscowości należały do gromady Syrmierz gminy Kobylnik.
Do 1945 w Polsce. Od 1946 roku w granicach Związku Sowieckiego. Od 1991 w niepodległej Białorusi.
Do 2004 roku w sielsowiecie Syrmierz.